# هارفي فيرجاسن
هارفي فيرجاسن (بالإنجليزية: Harvey Fergusson)‏ (28 يناير 1890، ألباكركي في الولايات المتحدة - 27 أغسطس 1971، بيركيلي في الولايات المتحدة)؛ كاتب سيناريو، صحفي وروائي أمريكي.

## الجوائز
- زمالة غوغنهايم

## روابط خارجية
- هارفي فيرجاسن على موقع IMDb (الإنجليزية)
- هارفي فيرجاسن على موقع قاعدة بيانات الفيلم (الإنجليزية)